# Seven Seas Navigator

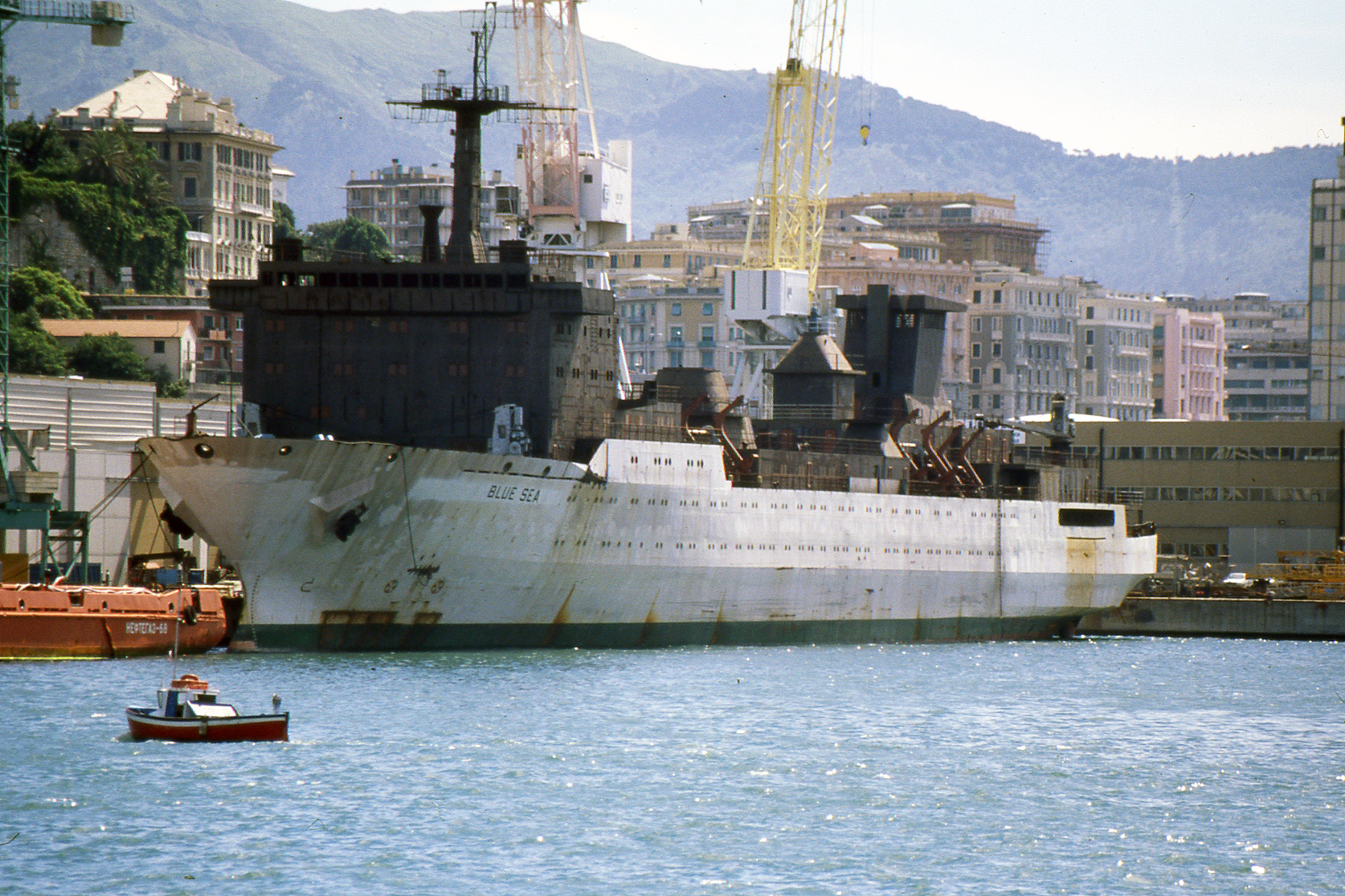
Le Blue Sea pendant sa reconstruction

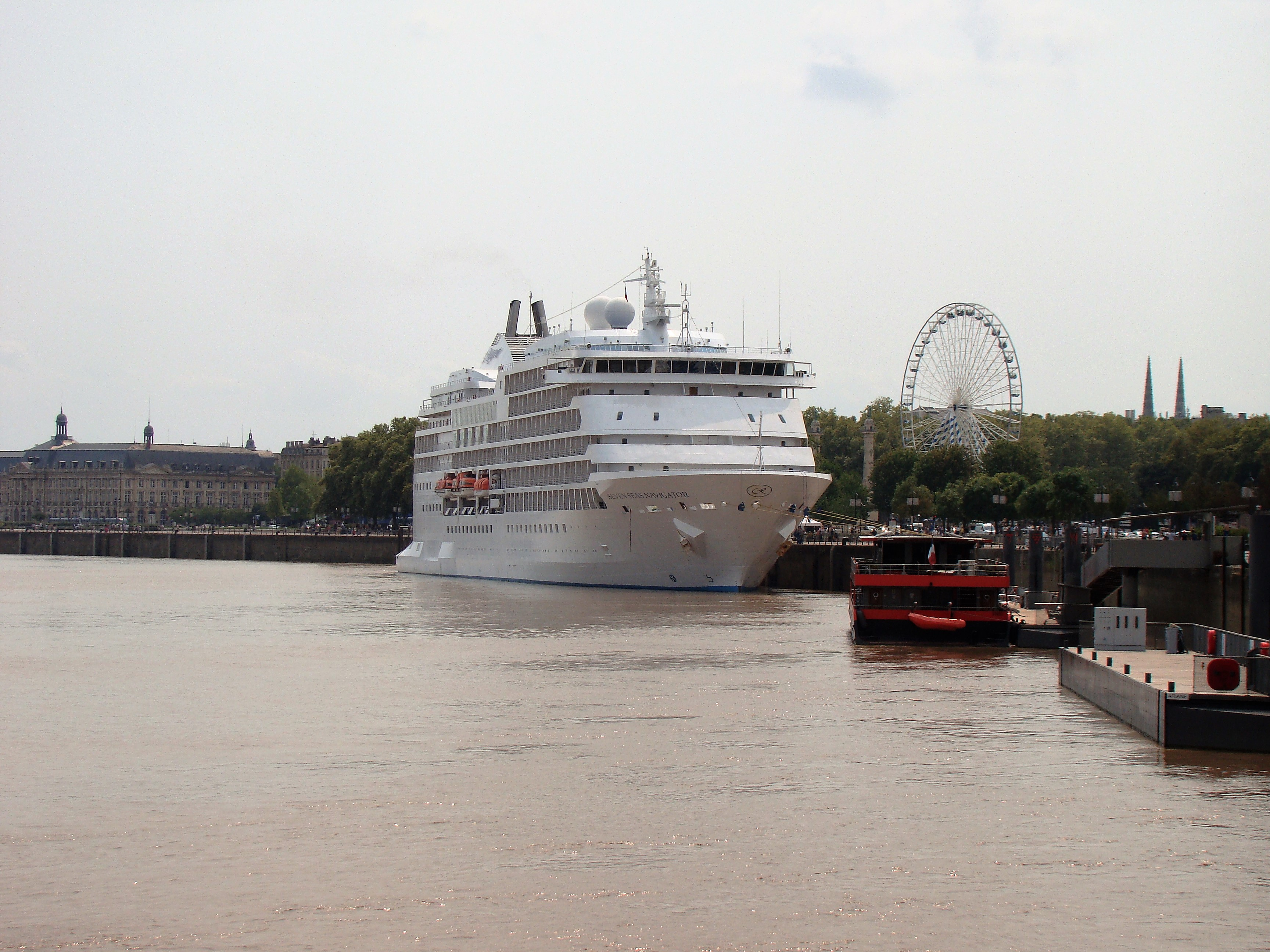
Le Seven Seas Navigator en escale dans le port de Bordeaux en 2022.

Le Seven Seas Navigator est un navire de croisière, conçu à l’origine comme navire de recherche soviétique construit en 1991 par le Chantier naval de l'Amirauté de Saint-Pétersbourg. Il est transformé en navire de croisière sous le nom de Blue Sea à Gênes et mis en service en 2001 par la compagnie Radisson Seven Seas Cruises sous le nom de Seven Seas Navigator. Il est encore en service pour cette compagnie, mais celle-ci a été renommée Regent Seven Seas Cruises en 2008.

## Histoire

### Akademik Nikolay Pilyugin
À l’origine, le Seven Seas Navigator aurait dû être un navire de recherche soviétique sous le nom d’Akademik Nikolay Pilyugin. Il était conçu pour être manœuvré par 212 marins et disposer d'une autonomie de 120 jours, tout en pouvant se déplacer à une vitesse maximale de 17,5 nœuds. Sa construction, rendue inutile à la suite de la dissolution de l'URSS, est arrêtée en 1993 et le navire est vendu en 1997 à la compagnie V-ships alors qu’il est achevé à 90%.

### Seven Seas Navigator
Le Seven Seas Navigator est à l’origine conçu pour être un navire de recherche scientifiques soviétique sous le nom d’Akademik Nikolay Pilyugin. Sa quille est posée le 12 avril 1988 au chantier naval de l'Amirauté de Saint-Pétersbourg et le navire est lancé le 23 août 1991. Sa construction est rendue inutile à la suite de la dissolution de l'URSS en 1991 et est annulée en 1993. Le navire est alors mis en vente et acquis en 1997 par la compagnie V-Ships qui le fait remorquer jusqu'à Gênes et convertir en navire de croisière sous le nom de Blue Sea.
En juin 2001, dix ans après son lancement, il effectue sa première croisière pour la compagnie Radisson Seven Seas Cruises sous le nom de Seven Seas Navigator.
En février 2005, il est utilisé comme un hôtel flottant à Jacksonville pendant la finale du Super Bowl.